# Лекшмозеро
Лекшмозеро — озеро в Печниковському сільському поселенні Каргопільського району Архангельської області. Належить до Двінсько-Печорського басейнового округу (басейн річки Онега). Площа 54,4 км. Площа водозбірного басейну — 197 км². Висота над рівнем моря — 156 м. Не має жодного острова.
Західним берегом озера пролягає дорога Р2 (Пудож - Каргополь). На західному березі знаходиться село Орлове, на північному — Морщихінська.
Великих приток озеро немає. З Лекшмозера випливає ріка Лекшма, що з'єднує його з озером Лача.